# Trận Zappolino
Trận Zappolino, hay còn được biết đến dưới cái tên Cuộc chiến cái xô, diễn ra vào tháng 11 năm 1325 giữa quân đội của thành phố Ý là Bologna và Modena. Cuộc chiến là một phân đoạn của một cuộc đấu tranh kéo dài 300 năm giữa hai phe phái - Guelph-Ghibelline - ở miền bắc nước Ý, vốn là thành phần của hai thế lực lớn hơn đối trọng nhau và kiểm soát châu Âu thời Trung Cổ là Hoàng đế La Mã Thần thánh và Giáo hoàng.

## Bối cảnh
Mặc dù ranh giới giữa hai phe Guelp và Ghibellines đã được đích thân Hoàng đế La Mã Thần thánh Friedrich II phân định sẵn từ một thế trước đó, sự xích mích giữa hai thành phố với một bên là Modena theo phe Ghibelline, có Hoàng đế là người bảo trợ, còn bên kia là Bologna theo phe Guelf, có Giáo hoàng là người bảo trợ, đã bùng lên nhiều thập kỷ. Năm 1296, người Bologna đưa quân xâm chiếm thành công hai ngôi làng là Bazzano và Savigno của người Modena, căng thẳng lại gia tăng khi Bologna nhận được sự hậu thuẫn từ Giáo hoàng Boniface VIII khi ông công nhận quyền sở hữu của phe Guelf đối với các pháo đài vùng biên này vào năm 1298. Trong cả hai thành phố, tình hình rất phức tạp vì có số lượng lớn người lưu vong và lòng trung thành cũng bị chia rẽ sâu sắc.
Trong những tháng ngày trước khi trận chiến xảy ra, các cuộc xung đột ở biên giới xảy ra thường xuyên hơn. Vào tháng 7, người Bologna đã xâm nhập vào lãnh thổ Modena tán phá các đồng ruộng. Sang tháng 8, một đám đông Bologna do chính một quan viên cấp cao (podestà) của thành phố dẫn đầu đã dành hẳn hai tuần liền để phá hoại và cướp bóc các vùng đất vùng thôn quê thuộc Modena. Vào tháng 9 thì đến lượt người Mantua nhập cuộc, và vào cuối tháng đó, pháo đài Monteveglio của Bologna bị những kẻ bất mãn bán đứng dâng nộp cho Modena, kết quả là hai người cai quản lâu đài phản trắc bị mang đi chém đầu.
Theo một số nguồn, thì Sự căng thẳng tăng đến đỉnh điểm khi một nhóm binh lính Modena nhân lúc không ai để ý, lẻn vào Bologna và lấy trộm một cái xô bằng gỗ sồi dùng để múc nước từ một cái giếng nằm ở trung tâm thành phố. Trong khi bản thân cái xô này thực ra chả có giá trị lịch sử hay văn hóa gì cả, nhưng việc nó bị đánh cắp là một sự sỉ nhục đối với toàn thành Bologna. Giới chức Bologna đã sai người đến Modena đòi lại xô nhưng người Modena cự tuyệt. Điều này đã xúc phạm người Bologna nghiêm trọng và họ đã quyết định tuyên chiến nhằm đòi lại danh dự cho mình.
Tuy nhiên cũng có nguồn cho rằng lý do hai bên xảy ra chiến tranh vì cái xô thực chất chỉ là một giai thoại và cái xô múc nước kia thực chất (dựa trên một số nguồn uy tín) được quân Modena tịch thu làm chiến lợi phẩm sau khi trận đánh kết thúc. Nguyên nhân khiến Bologna tuyên chiến với Modena trên thực tế là do Modena chiếm lấy pháo đài Monteveglio từ tay người Bologna.

## Diễn biến
Theo ghi chép của nhà biên niên sử Matteo Griffoni người Bologna, thì lực lượng dân quân và quân đội Bologna được chính podestà của họ chỉ huy, được hỗ trợ bởi các đồng minh từ Firenze và Romagna, đã bao vây Monteveglio nhằm chiếm lại pháo đài này. Đương lúc bao vây, một đội quân của các thành phố Modena, Mantua và Ferrara đã kéo đến để tiếp viện cho quân trong thành, dẫn đầu bởi nhà lãnh đạo của phe Ghibelline Cangrande della Scala, lãnh chúa Milano Azzone Visconti cùng nhiều lính chuyên nghiệp người Đức của ông ta và Bá tước Rinaldo của Ferrara.
Trận chiến diễn ra vào ngày 15 tháng 11 năm 1325 lúc trời chập choạng tối. Bologna có tổng cộng 30.000 quân nhưng đa phần có lẽ được trang bị vũ khí một cách bừa bãi thiếu chuyên nghiệp và 2.000 kỵ sĩ. Đối mặt với họ là một lực lượng bao gồm 2.000 kỵ sĩ và 5.000 bộ binh của Modena. Quân đội phe Ghibellini dàn trận trên đồng bằng tại vị trí của làng Ziribega trong khi phe Guelph chiếm giữ được khu đất cao trên những ngọn đồi xung quanh đó.
Tuy bị áp đảo phải một chọi sáu và bị bao vây tứ phía bởi kẻ thù, binh sĩ Modena vẫn chiến đấu dũng cảm và chỉ sau vài giờ, quân Bologna đã phải vứt vũ khí bỏ chạy và bị quân Modena truy kích. Quân Modena không chỉ đuổi theo tàn quân Bologna suốt đoạn đường trở lại Bologna, họ còn phá vỡ được một số cổng thành và phá hủy một số lâu đài và một cửa cống trên sông Reno, cắt đứt nguồn nước của cả thành Bologna. Tại thời điểm này, quân đội Modena cũng có thể đã bao vây thành phố nhưng họ đã không lựa chọn giải pháp này. Thay vào đó, họ quyết định tiếp tục làm nhục Bologna. Vì vậy, binh lính Modena đã cho tổ chức hội thể dục thể thao ngay bên ngoài cổng thành Bologna, nhằm "vinh danh những binh sĩ đã tham chiến cũng như mối nhục vĩnh cửu của Bologna" (ad æternam memoriam præmissorum et æternam Bononiensium scandalum). Tưởng chừng người Bologna còn chưa đủ nhục nhã, trước khi rút quân về, binh lính Modena còn lấy trộm thêm một xô thứ hai từ một cái giếng nằm bên ngoài cổng Porta San Felice, một trong những cổng thành của Bologna. Hai mươi sáu quý tộc Bologna đã bị tống giam ở Modena mười một tuần mới được thả.

## Hậu quả
Sử gia David Abulafia trong cuốn The New Cambridge Medieval History của mình đã khẳng định rằng "sự ảnh hưởng của Ghibelline trong khu vực đã được củng cố bằng chiến thắng tại Zappolino". Tại các thỏa thuận đàm phán hòa bình diễn ra 1 tháng sau đó đã, người Modena đã quyết định trao trả Monteveglio cùng một số lâu đài khác cho Bologna, trả lại tình trạng Status quo ante bellum cho địa phương này.
Trận chiến cũng nổi tiếng vì cái xô gỗ mà người Modena lấy làm chiến lợi phẩm từ Bologna. Mặc dù nó không được đề cập bởi Griffoni, nhưng chiến lợi phẩm bất thường này đã được tôn sùng ở Modena như một cách để tưởng nhớ đến chiến thắng. Lịch sử của cái xô được kể trong bài thơ châm biếm của Alessandro Tassoni, La Secchia Rapita (1614–15, xuất bản tại Paris năm 1622). Cái xô vẫn còn được nhìn thấy dưới tầng hầm của Torre della Ghirlandina vào năm 1911.